# Ilybius angustior
Ilybius angustior är en skalbaggsart som först beskrevs av Leonard Gyllenhaal 1808.  Ilybius angustior ingår i släktet Ilybius och familjen dykare. Arten är reproducerande i Sverige. Inga underarter finns listade i Catalogue of Life.

## Bildgalleri

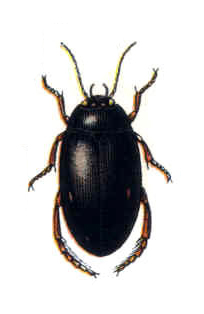
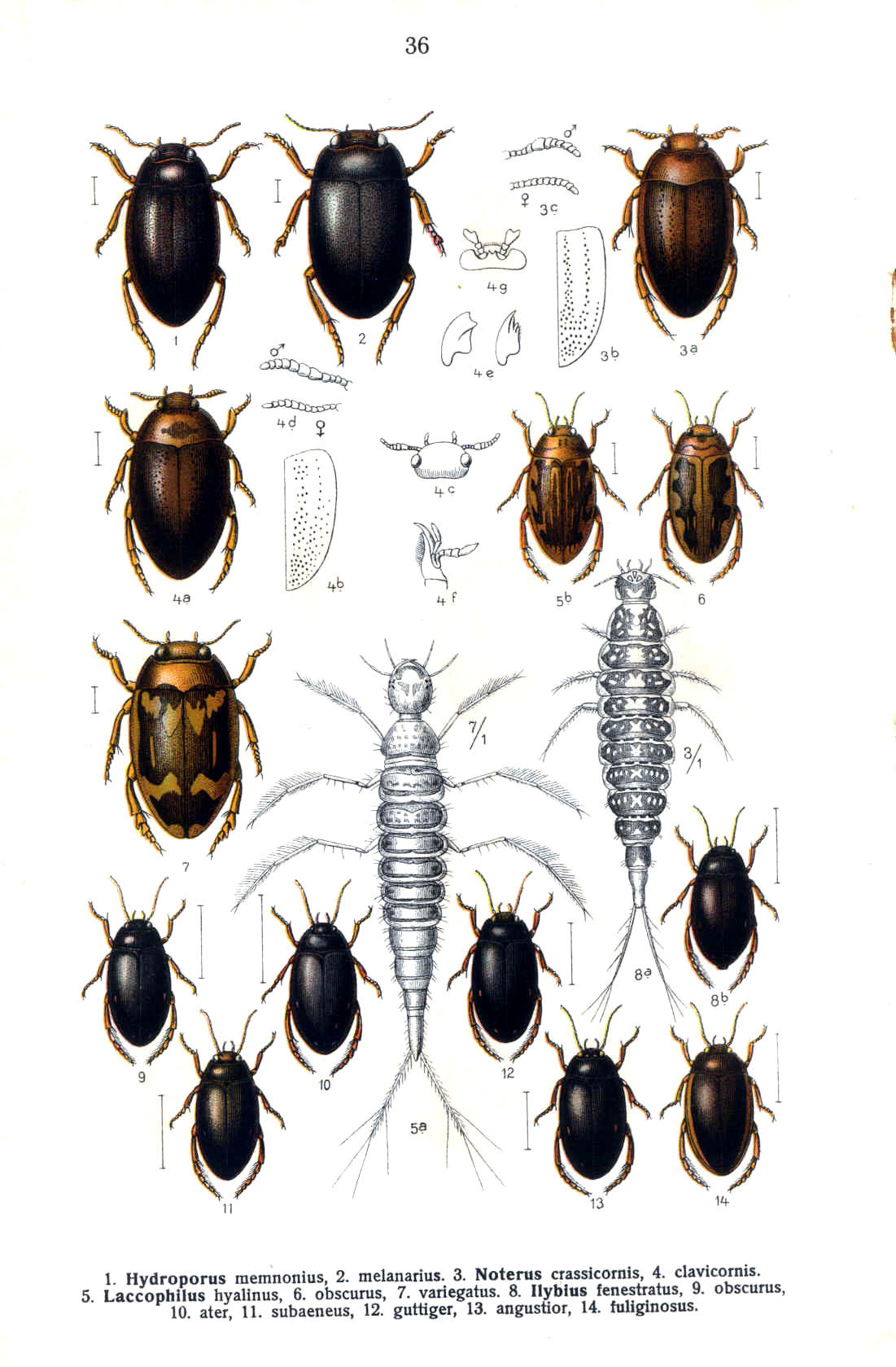